# Offizierschule (Łazienki-Park)

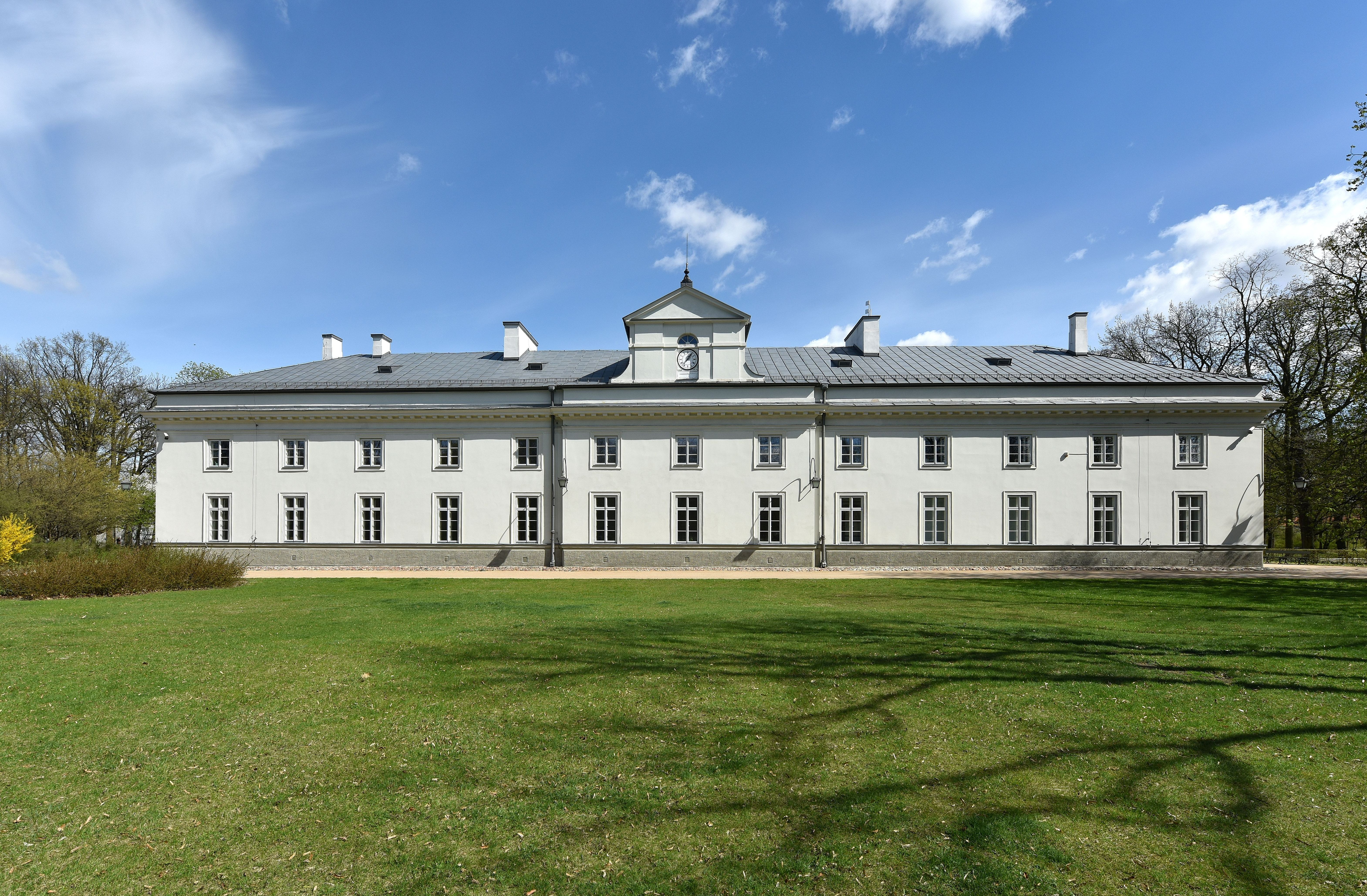
Westansicht

Die Offizierschule (polnisch: Szkoła Podchorążych) im Warschauer Łazienki-Park ist ein frühklassizistisches Palais, das im 18. Jahrhundert im Nordwesten des Parkes von Domenico Merlini für den polnisch-litauischen König Stanislaus II. August Poniatowski errichtet worden ist.

## Geschichte
Das Gebäude wurde im 17. Jahrhundert als Küche für den nahegelegenen Palast gebaut. König Poniatowski ließ das Gebäude zur Großen Gartenhaus (polnisch: Wielka Oficyna) ausbauen. Im Gebäude wurden Vorräte aufbewahrt und Wohnungen eingerichtet. Hier wohnte die Mätresse des Königs Elżbieta Grabowska sowie Mitglieder des königlichen Hofstabs, unter anderem Arnold Byszewski, Antoni Luciński,  Paweł Tremo und Ludwik Brunet. Nach der Errichtung Kongresspolens zog hier auf Geheiß Konstantin Pawlowitsch Romanows 1815 die Offiziersschule der russisch-polnischen Armee ein. Den erneuten Ausbau leitete Wilhelm Heinrich Minter. Es wurden jeweils ca. 200 Offiziersanwärter ausgebildet, die hier Vorlesungen hörten. Zu den Dozenten gehörte auch Piotr Wysocki, der in der Schule 1828 einen antizaristischen Geheimbund gründete. In der Nacht vom 29. November 1830 zum 30. November 1830 verließen die Kadetten die Schule überschritten die Sobieski-Brücke und stürmten das Belvedere. Mit dem Sturm auf das Belvedere begann der Novemberaufstand. Später diente das Gebäude als Museum. Vor der Schule steht heute die Büste von Piotr Wysocki.